# 拜倫·懷特
拜伦·怀特（英語：Byron White，1917年6月8日—2002年4月15日），美国最高法院大法官。1962年被约翰·肯尼迪提名为大法官，直到1993年退休。
1917年生于科罗拉多州，于科罗拉多大学读书，曾为大学美式足球队主力。
怀特在担任大法官前曾被肯尼迪总统指派出任美国司法部副部长，后被指派任大法官。在判决的立场上多倾向保守派。在著名的罗诉韦德案，同为保守派的怀特与威廉·伦奎斯特大法官持反对意见。